# 大荒比古神社
大荒比古神社（おおあらひこじんじゃ）は、滋賀県高島市新旭町安井川にある神社で、明治初年までは河内大明神と称していた。式内社の論社である。例祭は七川祭。旧社格は郷社。

## 祭神
- 大荒田別命
- 豊城入彦命

上記2柱を主祭神に、少彦名命、仁徳天皇、宇多天皇、敦実親王の4柱を配祀する。主祭神は勝運の神徳を有すという。

## 神紋
平四ッ目

## 祭祀

### 神事
- 七川祭

5月4日に行われる。「奴振り」や流鏑馬などが行われ湖西随一の祭りとされる。「奴振り」（的練り、樽振り）は、滋賀県選択無形民俗文化財に選ばれている。樽振りの「警句」は猥雑で観客を喜ばせる。
- 献灯祭

大荒比古神社氏子青年会主催にて行われている夏祭り、8月中旬に行われる。

### 社家
北野天満宮史料『目安等諸記録書抜（文安4年12月4日記録）』によると、当時の社家は延暦寺と高島氏の闘争に絡み、九州に追放されたとの記載がある。その後、現在の社家により連綿と奉祀されている。